# Mieczysław Grobelny
Mieczysław Grobelny (ur. 19 stycznia 1925, zm. 29 stycznia 2022) – polski inżynier łączności. Absolwent Politechniki Wrocławskiej. Od 1975 r. profesor na Wydziale Elektroniki Politechniki Wrocławskiej.